# Fourier-transzformáció
A Fourier-transzformáció függvényen elvégzett integráltranszformáció. 
A Joseph Fourier által bevezetett, és ezért róla elnevezett Fourier-transzformáció a jelfeldolgozás hasznos eszköze. Alkalmazásával a vizsgált hullám különböző tulajdonságainak elemzésére van lehetőség, ezért rendkívül sok területen alkalmazzák. Többek között a tudományos kutatásokban, a fizikában az időtérbeli hullámok frekvenciaanalízisében, a spektroszkópiákban, a mérnöki alkalmazásokban az irányítás-, szabályozástechnikában. 
A digitális jelfeldolgozás gyakran alkalmazott módszere a diszkrét Fourier-transzformáció (DFT). A gyakorlatban a sok lépést igénylő számítási feladatokban a gyors Fourier-transzformációt (Fast Fourier Transform, FFT) alkalmazzák. 
Egy függvény Fourier-transzformáltjára vonatkozóan az alkalmazási területnek megfelelően a szakirodalomban többféle jelöléssel lehet találkozni, mint például:
{\displaystyle {\tilde {f}}(\xi ),\ {\tilde {f}}(\omega ),\ F(\xi ),\ {\mathcal {F}}\left(f\right)(\xi ),\ \left({\mathcal {F}}f\right)(\xi ),\ {\mathcal {F}}(f),\ {\mathcal {F}}(\omega ),\ F(\omega ),\ {\mathcal {F}}(j\omega ),\ {\mathcal {F}}\{f\},\ {\mathcal {F}}{\bigl (}f(t){\bigr )},\ {\mathcal {F}}{\bigl \{}f(t){\bigr \}}}
Bár a jelölésrendszer különbözik, a transzformáció jelentése a különböző szakterületeken azonos.

## Fourier-sorok
A periodikus függvények Fourier-sorba fejthetők: 
{\displaystyle f(t)=\sum _{k=-\infty }^{\infty }c_{k}e^{-2\pi i\nu _{0}k}}
ahol {\displaystyle \nu _{0}\,} az alapfrekvencia, a periódus reciproka.
- A differenciálható függvények Fourier-sora pontonként konvergens, ami nem igaz minden integrálható függvényre (Kolmogorov konstrukciója).
- Sőt, van folytonos függvény, aminek Fourier-sora periódusonként egy pontban divergál (Reiman).
- A Dirichlet-Jordan konvergenciatétel szerint az {\displaystyle f(x)\,} korlátos változású függvény Fourier-sora minden {\displaystyle x\,} pontban {\displaystyle f(x)\,}-beli jobb és bal oldali határértékének számtani közepéhez tart.
- A négyzetesen integrálható függvények Fourier-sora normában konvergens. Ez a Riesz-Fischer-tétel közvetlen következménye.

## Folytonos függvény Fourier-transzformáltja
A Fourier-transzformációt a periodikus függvényekre értelmezhető Fourier-sorok alapján, annak nem periodikus függvényekre érvényes általánosításával lehet bevezetni.
Egy integrálható {\displaystyle f(x)\,} függvény Fourier transzformáltja a következő:
{\displaystyle {\hat {f}}(\xi )=\int _{-\infty }^{\infty }f(x)\ e^{-2\pi ix\xi }\,dx}

## Tulajdonságai
- A Fourier-transzformáció korlátos lineáris operátor.
- Unitér

Vezessük be a következő műveleteket:
{\displaystyle (\tau _{h}f)(x)=f(x+h)\,} transzláció
{\displaystyle (\nu _{h}f)(x)=hf(x)\,} moduláció
{\displaystyle (\delta _{h}f)(x)=f(hx)\,} dilatáció
Ezek a műveletek a következő kapcsolatban vannak a Fourier-transzformációval:
{\displaystyle F\tau _{h}f(x)=\nu _{h}Ff(x)\,}
{\displaystyle F\nu _{h}f(x)=\tau _{-h}Ff(x)\,}
{\displaystyle F\delta _{h}f(x)={\frac {1}{h}}\delta _{\frac {1}{h}}Ff(x)\,}
Jelölje {\displaystyle *\,} a konvolúciót. Ekkor
{\displaystyle F(f*g)=Ff\cdot Fg\,}
Legyen {\displaystyle Mf=2\pi itf(t)\,} és jelölje {\displaystyle f\,} deriváltját {\displaystyle Df\,}. Ha {\displaystyle f\,} és {\displaystyle Mf\,} is integrálható, akkor {\displaystyle Ff\,} mindenütt differenciálható, és
{\displaystyle DFf=-FMf\,}
{\displaystyle FDf=MFf\,}
A Fourier-transzformáció invertálható:
{\displaystyle \mathrm {F} ^{-1}f=\int _{I}f(t)e^{2\pi ixt}dt\,}

## Példák
- Háromszögjel:

A háromszögjel különböző közelítései

A háromszögjel fázisszögtől függően szinuszos vagy koszinuszos kifejezésekkel közelíthető. A képletekben {\displaystyle h\,} jelöli az amplitúdót:
{\displaystyle {\begin{array}{rl}f(t)=&-{\frac {8h}{\pi ^{2}}}\left[{\cos {\omega t}+{\frac {1}{3^{2}}}\cos {3\omega t}+{\frac {1}{5^{2}}}\cos {5\omega t}+\cdots }\right]\\[.6em]=&-{\frac {8h}{\pi ^{2}}}\sum _{k=1}^{\infty }{\dfrac {\cos((2k-1)\omega t)}{(2k-1)^{2}}}\end{array}}}
{\displaystyle {\begin{array}{rl}f(t)=&{\frac {8h}{\pi ^{2}}}\left[{\sin {\omega t}-{\frac {1}{3^{2}}}\sin {3\omega t}+{\frac {1}{5^{2}}}\sin {5\omega t}\mp \cdots }\right]\\[.6em]=&{\frac {8h}{\pi ^{2}}}\sum _{k=1}^{\infty }(-1)^{k-1}{\dfrac {\sin((2k-1)\omega t)}{(2k-1)^{2}}}\end{array}}}
- Négyszögjel:

Hasonlóan a négyszögjel:
{\displaystyle {\begin{array}{rl}f(t)=&{\frac {4h}{\pi }}\left[{\sin {\omega t}+{\frac {1}{3}}\sin {3\omega t}+{\frac {1}{5}}\sin {5\omega t}+\cdots }\right]\\[.6em]=&{\frac {4h}{\pi }}\sum _{k=1}^{\infty }{\dfrac {\sin \left((2k-1)\omega t\right)}{2k-1}}\end{array}}}
{\displaystyle {\begin{array}{rl}f(t)=&{\frac {4h}{\pi }}\left[{\cos {\omega t}-{\frac {1}{3}}\cos {3\omega t}+{\frac {1}{5}}\cos {5\omega t}\mp \ldots }\right]\\[.6em]=&{\frac {4h}{\pi }}\sum _{k=1}^{\infty }(-1)^{k-1}{\dfrac {\cos \left((2k-1)\omega t\right)}{2k-1}}\end{array}}}
- Fűrészfogjel: (növekvő)

A négyszögjel különböző közelítései

A fűrészfogjel különböző közelítései

Ugyanígy közelíthetők szinuszos kifejezésekkel a pontra szimmetrikus függvények. Itt a váltakozó előjelek fáziseltolódást eredményeznek:

A szinuszjel abszolút értékének különböző közelítései

{\displaystyle {\begin{array}{rl}f(t)=&-{\frac {2h}{\pi }}\left[{\sin {\omega t}-{\frac {1}{2}}\sin {2\omega t}+{\frac {1}{3}}\sin {3\omega t}\mp \cdots }\right]\\[.6em]=&-{\frac {2h}{\pi }}\sum _{k=1}^{\infty }(-1)^{k-1}{\dfrac {\sin k\omega t}{k}}\end{array}}}
- Szinuszjel:

{\displaystyle {\begin{array}{rl}f(t)=&h\left|\sin {\omega t}\right|\\[.6em]=&{\frac {4h}{\pi }}\left[{\frac {1}{2}}-{\frac {\cos {2\omega t}}{3}}-{\frac {\cos {4\omega t}}{15}}-{\frac {\cos {6\omega t}}{35}}-\cdots \right]\\[.6em]=&{\frac {2h}{\pi }}-{\frac {4h}{\pi }}\sum _{k=1}^{\infty }{\dfrac {\cos {2k\omega t}}{(2k)^{2}-1}}\end{array}}}

## Diszkrét Fourier-transzformáció
A Fourier-transzformációnak diszkrét változata is van:
{\displaystyle \mathrm {F} f=\sum _{-\infty }^{\infty }f(n)e^{-2\pi ixn}}
Sokszor ezt használják a gyakorlatban, mert csak véges sok mintavételezés lehetséges. A függvény értelmezési tartományáról felteszik, hogy diszkrét és véges.
Nem tévesztendő össze a Fourier-sorral.

## Gyors Fourier-transzformáció
A gyors Fourier-transzformáció (FFT = Fast Fourier Transform) a diszkrét Fourier-transzformált kiszámítására szolgál. Ehhez {\displaystyle N=2^{n}\,} egyenközű mintavétel szükséges, ahol {\displaystyle n\geq 6}. Műveletigénye {\displaystyle N\log N\,}. A mintavételezés frekvenciáját úgy kell választani, hogy legalább kétszer akkora legyen, mint a maximális feldolgozandó frekvencia, különben torz kép jön létre. Több perióduson át kell mintavételezni úgy, hogy a mintavételezés máshova essen az egyes periódusokban. Például, ha a jel frekvenciája 1 kHz, akkor jobb 2100 Hz-cel mintavételezni, mint 2000-rel, és még jobb mondjuk 4100 Hz-cel, vagy még ennél is nagyobb frekvenciával.
A sor:
{\displaystyle y(\omega )={\frac {T}{\sqrt {2\pi }}}\sum _{n=-\infty }^{\infty }x_{n}e^{-i\omega t_{n}}}
ahol
{\displaystyle x_{n}={\frac {1}{\sqrt {2\pi }}}\int _{-\pi F}^{\pi F}y_{n}e^{i\omega t_{n}}d\omega }

### Algoritmus
A gyors Fourier-transzformáció rekurzív algoritmus, ami a divide et impera elvén működik.
Legelőször is idézzük fel, hogy a {\displaystyle 2n\,} pontú diszkrét Fourier-transzformáció a következőképpen definiálható:
{\displaystyle f_{j}=\sum _{k=0}^{2n-1}x_{k}\;e^{-{\frac {2\pi i}{2n}}jk}\qquad j=0,\dots ,2n-1.}
Legyenek a páros indexű együtthatók
{\displaystyle x'_{0}=x_{0},\ x'_{1}=x_{2},\ ...,\ x'_{n-1}=x_{2n-2}\,}
és ezek diszkrét Fourier-transzformáltja
{\displaystyle f'_{0},\ ...,\ f'_{n-1}\,};
hasonlóan, jelölje a páratlan indexű együtthatókat
{\displaystyle x''_{0}=x_{1},\ x''_{1}=x_{3},\ ...,\ x''_{n-1}=x_{2n-1}\,}
és legyen ezek diszkrét Fourier-transzformáltja
{\displaystyle f''_{0},\ ...,\ f''_{n-1}\,}.
Ekkor:
{\displaystyle {\begin{matrix}f_{j}&=&\sum _{k=0}^{n-1}x_{2k}e^{-{\frac {2\pi i}{2n}}j(2k)}+\sum _{k=0}^{n-1}x_{2k+1}e^{-{\frac {2\pi i}{2n}}j(2k+1)}\\\\&=&\sum _{k=0}^{n-1}x'_{k}e^{-{\frac {2\pi i}{n}}jk}+e^{-{\frac {\pi i}{n}}j}\sum _{k=0}^{n-1}x''_{k}e^{-{\frac {2\pi i}{n}}jk}\\\\&=&\left\{{\begin{matrix}f'_{j}+e^{-{\frac {\pi i}{n}}j}f''_{j}&{\mbox{ha }}j<n\\\\f'_{j-n}-e^{-{\frac {\pi i}{n}}(j-n)}f''_{j-n}&{\mbox{ha }}j\geq n\end{matrix}}\right.\end{matrix}}}

### Pszeudokód
Az algoritmus pszeudokódja:
{\displaystyle \mathrm {function} \ \operatorname {fft} (n,{\vec {f}}):}
{\displaystyle \mathrm {if} \ (n=1)}
{\displaystyle \mathrm {return} \ {\vec {f}}}
{\displaystyle \mathrm {else} \ }
{\displaystyle {\vec {g}}=\operatorname {fft} \left({\tfrac {n}{2}},(f_{0},f_{2},\ldots ,f_{n-2})\right)}
{\displaystyle {\vec {u}}=\operatorname {fft} \left({\tfrac {n}{2}},(f_{1},f_{3},\ldots ,f_{n-1})\right)}
{\displaystyle \mathrm {for} \ k=0\ \mathrm {to} \ {\tfrac {n}{2}}-1}
{\displaystyle {\begin{aligned}c_{k}=g_{k}+u_{k}\cdot e^{-2\pi ik/n}\\c_{k+n/2}=g_{k}-u_{k}\cdot e^{-2\pi ik/n}\end{aligned}}}
{\displaystyle \mathrm {return} \ {\vec {c}}}

## Alkalmazások
A Fourier-transzformációknak és a Fourier-soroknak számos alkalmazásuk van:
- a valószínűségszámítás, statisztika elméletében
- a(z elektromágneses) jelfeldolgozásban
- a hang- és videotechnikában
- a rezgésanalízisben
- analóg áramkörök leírásában
- spektrométerekben
- differenciálegyenletek megoldásában
- távközlési rendszerekben
- az interferometrikus távcsövek (pl. ALMA) jelfeldolgozásában